# 사회 질서
사회 질서라는 용어는 두 가지 의미로 사용할 수 있다. 첫 번째 의미에서 사회 구조 및 제도의 특정 시스템을 나타낸다. 두 번째 의미에서 사회 질서는 사회혼란이나 무질서와 대비되는 것으로 기존의 사회 구조가 구성원들에 의해 수용되고 유지되는 안정된 사회 상태를 의미한다. 사회학, 정치학 및 정치철학의 많은 부분에서 중심이 되는 질서의 문제는 사회 질서가 존재하는 방식과 이유에 대한 질문이다.
많은 사회 이론가는 사회 질서가 무엇으로 구성되어 있고 그 실제 기반이 무엇인지에 대해 서로 다른 설명을 제안했다.
사회 질서와 관련된 또 다른 핵심 요소는 확장성의 원칙인데, 이 원칙은 더 많은 규범과 규범이 사회에 더 중요할수록 이러한 규범이 그룹 전체를 더 잘 결속시키고 결속시킨다는 것을 의미한다.
모든 사회에서 사람들은 기업, 가족, 교회, 운동 단체 또는 이웃과 같은 그룹에 속한다. 이 그룹 내부의 구조는 전체 사회의 구조를 반영한다. 사회질서를 만들어내는 집단들 사이에는 물론 집단들 사이 사회 연결망과 유대가 존재한다.
어떤 사람들은 둘 이상의 그룹에 속해 있으며, 이로 인해 때때로 충돌이 발생할 수 있다. 개인은 다른 그룹보다 한 그룹을 선택해야 하는 상황에 직면할 수 있다. 이 집단을 연구한 많은 사람들은 사회 전체를 강화하고 각 집단의 자부심을 높이기 위해서는 집단 간의 유대가 필요하다고 생각한다. 다른 사람들은 사회적 규범과 가치가 강화될 수 있도록 그룹과 더 강한 유대를 맺는 것이 가장 좋다고 생각한다.

## 같이 보기
- 반사회적 행동
- 율법폐기론
- 동조